# Zaó gongen

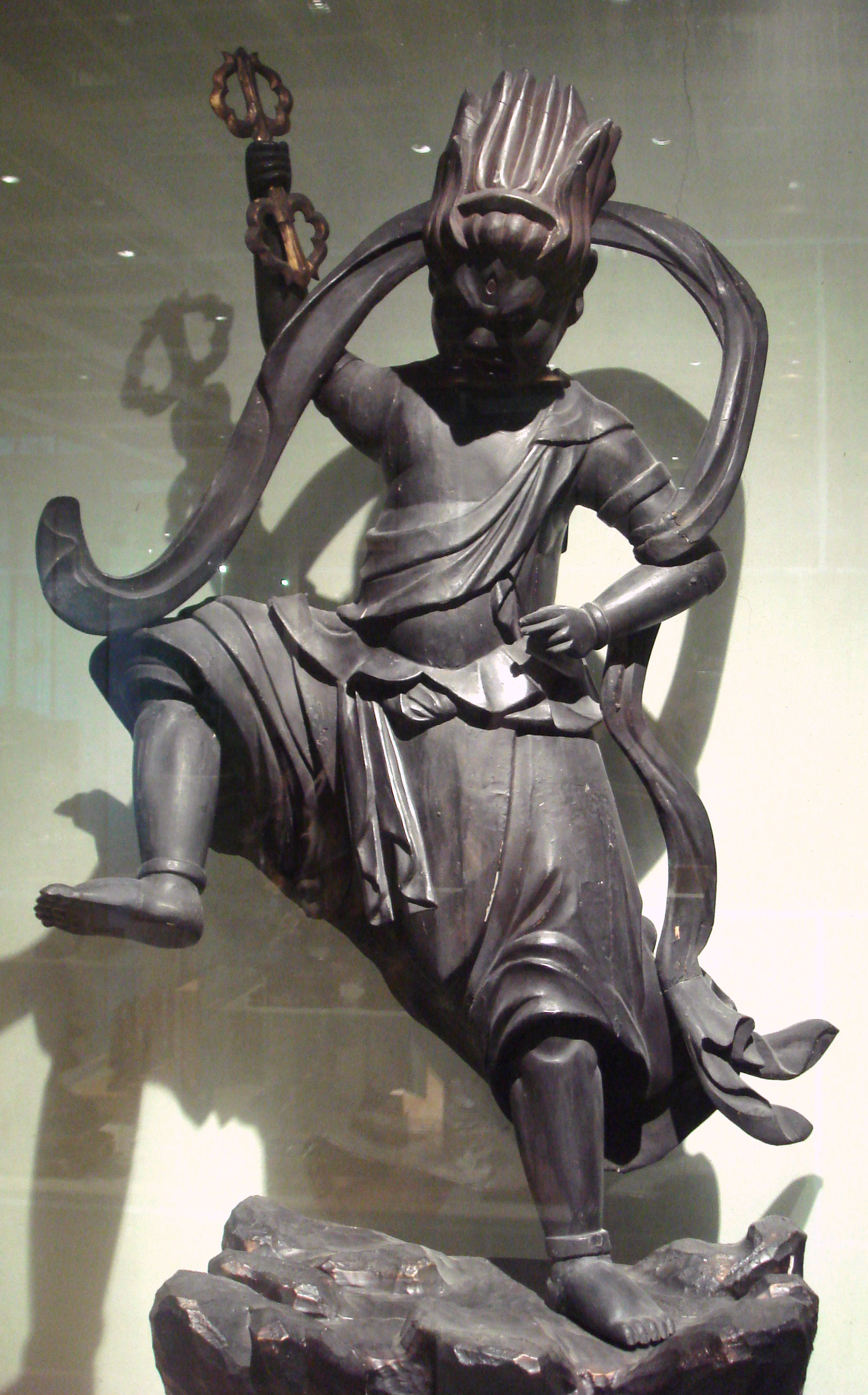
Socha Zaó gongen v Musée Guimet）

Zaó gongen (japonsky: 蔵王権現) je jedním z buddhů japonského buddhismu. Jde o specificky japonského buddhu, který neexistuje v původním indickém buddhismu. Známé je jeho uctívání v chrámu Kimpusendži v prefektuře Nara. Výraz gongen (権現) znamená "božstvo, které se zjevilo ve formě kami".
Zaó gongen se podle legendy zjevil zakladateli sekty šugendó En no Gjódžovi v horách Kinpusen v Jošinu. Zaó gongen je splynutím buddhy Šákjamuniho (釈迦如来, Šaka njorai), bóddhisatvy Tisíciruké Kannon (千手観音, Sendžu Kannon) a bódhisatvy Miroku (弥勒菩薩, Miroku bosacu).